# 鳥取県道248号長江羽合線
鳥取県道248号長江羽合線（とっとりけんどう248ごう ながえはわいせん）は、鳥取県東伯郡湯梨浜町を通る一般県道である。

## 概要
東伯郡湯梨浜町大字長江から東伯郡湯梨浜町大字久留に至る。

### 路線データ
- 起点：鳥取県東伯郡湯梨浜町大字長江（鳥取県道200号長和田羽合線交点）
- 終点：鳥取県東伯郡湯梨浜町大字久留（湯梨浜町役場入口交差点、国道179号・鳥取県道320号羽合東伯線交点）

## 路線状況

### 重複区間
- 鳥取県道199号上浅津田後線（東伯郡湯梨浜町はわい長瀬）

## 地理

### 通過する自治体
- 鳥取県
  - 東伯郡湯梨浜町

### 交差する道路
| 交差する道路                           | 交差する場所 | 交差する場所                  |
| -------------------------------------- | ------------ | ----------------------------- |
| 鳥取県道200号長和田羽合線              | 大字長江     | 起点                          |
| 鳥取県道199号上浅津田後線 重複区間起点 | はわい長瀬   |                               |
| 鳥取県道199号上浅津田後線 重複区間終点 | はわい長瀬   |                               |
| 国道179号 鳥取県道320号羽合東伯線      | 大字久留     | 湯梨浜町役場入口交差点 / 終点 |

### 沿線
- 湯梨浜町立湯梨浜中学校
- 湯梨浜町立羽合小学校
- 湯梨浜町役場